# دبليو 58 (قنبلة نووية)
دبليو 58 هو رأس حربي نووي حراري أمريكي يستخدم في الصواريخ البالستية التي تطلقها الغواصات.
قطر دبليو 58 15.6 بوصة (400 ملم) مع الوزن الأساسي للرأس الحربي 117 كجم. دخل في الخدمة عام 1964 وتم خروجه من الخدمة في عام 1982.